# La Silla
A La Silla Obszervatórium egy csillagászati obszervatórium Chilében számos távcsővel, melyek közül a legfontosabbakat az Európai Déli Obszervatórium (ESO) építtette és működteti. A helyszínen további távcsövek is találhatók, melyek egy részét szintén az ESO, másokat pedig különböző tagországok vagy intézmények üzemeltetnek. A Föld déli féltekéjén ez az egyik legnagyobb és legjelentősebb obszervatórium.
A La Silla-i távcsövek és eszközök La Serenától körülbelül 160 km-re északkeletre találhatók, a chilei Atacama-sivatag szélén, a világ egyik legszárazabb és legelhagyatottabb vidékén. A térség más obszervatóriumaihoz hasonlóan La Silla is távol esik minden jelentős fényszennyezési forrástól, és a Paranal Obszervatóriumhoz hasonlóan (ahol a Very Large Telescope található) a Föld egyik legsötétebb éjszakai égboltjával büszkélkedhet.

## Története

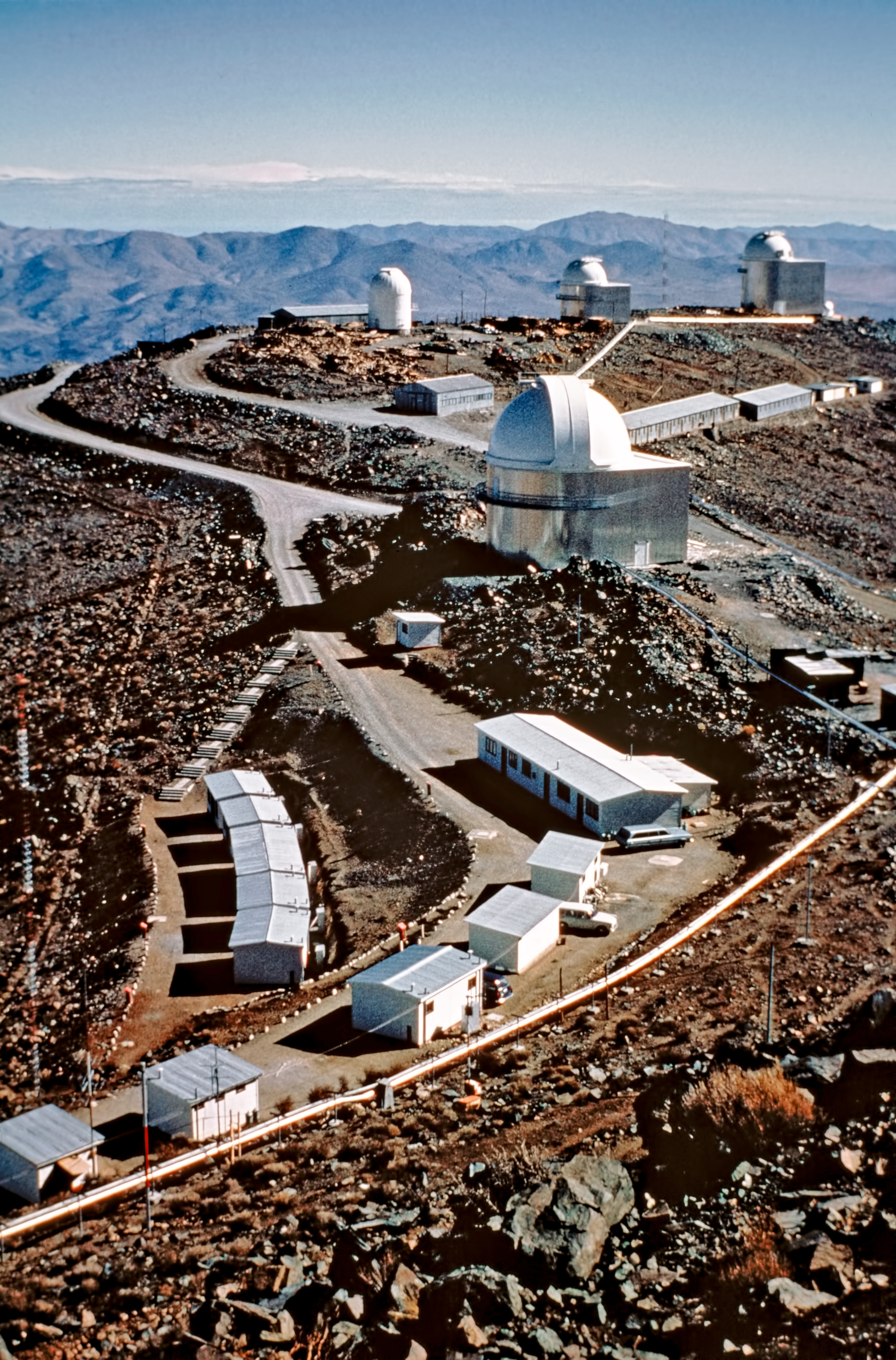
Az obszervatórium látképe régen és ma

Chile kormánya 1963-ban egyezett bele, hogy az ESO a La Silla hegyen építse fel obszervatóriumát. A helyszín az Atacama-sivatag déli részén, Santiago de Chilétől körülbelül 600 km-re északra, 2400 méteres tengerszint feletti magasságban található. A helyszín előnye a száraz, stabil légkör és a jó megközelíthetőség volt, ugyanakkor elég elszigetelt ahhoz, hogy távol legyen a mesterséges fény- és porforrásoktól. Eredeti neve Cinchado volt, mai nevét (La Silla) jellegzetes, nyeregre emlékeztető alakjáról kapta (a spanyol „silla (de montar)” jelentése „nyereg”).
[mikor?]október 30-án írták alá a szerződést a 627 km² kiterjedésű területről, amelyet az ESO a következő évben vásárolt meg. 1965-ben ideiglenes létesítményeket emeltek. 1969. március 25-én Eduardo Frei Montalva chilei elnök hivatalosan is felavatta a La Silla Obszervatóriumot, a már teljesen működőképes létesítményt, amely magában foglalt lakóépületeket, műhelyeket, szálláshelyeket és több, már üzemelő távcsövet is. Először az 1 méteres és az 1,5 méteres távcsövet helyezték üzembe, majd 1968-ban ezekhez csatlakozott a Grand Prisme Objectif (GPO) távcső, amelyet korábban Dél-Afrikában használtak. 1976-ban a 3,6 méteres távcső is megkezdte működését, amely akkor az obszervatórium legnagyobb távcsöve volt. Ehhez a 3,6 méteres távcsőhöz 1981-ben csatlakoztatták az 1,4 méteres CAT (Coudé Auxiliary Telescope) kiegészítő távcsövet, melyet 1998-ban leszereltek. 1984-ben a 2,2 méteres távcső kezdte meg működését, majd 1989 márciusában üzembe helyezték a 3,58 méteres New Technology Telescope-ot (NTT).
1987-ben üzembe helyezték a SEST (Swedish–ESO Submillimetre Telescope) távcsövet, amely 15 méteres antennájával akkoriban a legnagyobb szubmilliméteres távcső volt a déli féltekén. Ez az ESO és a Svéd Természettudományi Kutatótanács (Swedish Natural Science Research Council) közös projektje volt.

## ESO 3,6 méteres távcső
Az ESO 3,6 méteres Cassegrain-távcsöve 1977-ben kezdte meg működését, és azóta is folyamatosan fejlesztik és korszerűsítik, beleértve egy új másodlagos tükör beépítését és olyan modern műszerek telepítését, mint a HARPS exobolygó-kereső spektrográf.

## MPG/ESO 2,2 méteres távcső

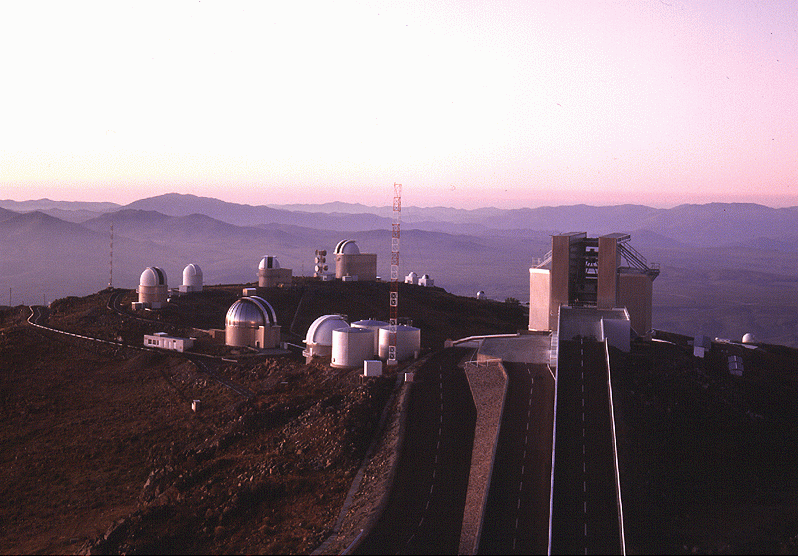
Az MPG/ESO 2,2 méteres távcső kupolája La Sillán

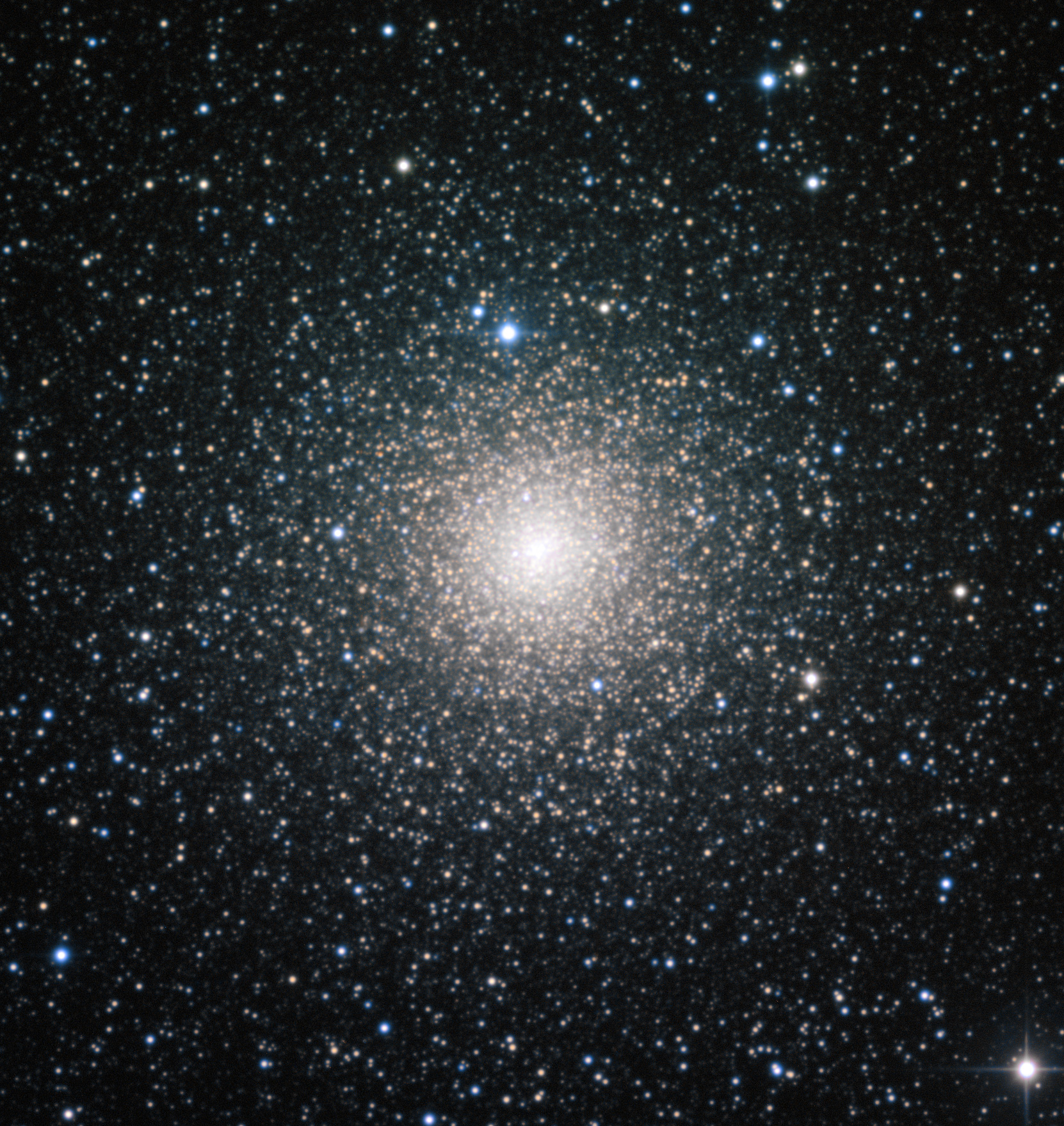
Az NGC 6388 gömbhalmaz az MPG/ESO 2,2 méteres távcsövével fényképezve (ESO, La Silla Obszervatórium, Chile).

Az MPG/ESO 2,2 méteres távcső La Sillán 1984 eleje óta működik. A távcsövet a német Max Planck Társaság (Max-Planck-Gesellschaft, MPG) építette, és egyezmény keretében működik La Sillán. A távcsőidő megoszlik az MPG és az ESO között. A megfigyelési programokat az MPG és az ESO közösségei külön kezelik, de a távcső üzemeltetése és karbantartása az ESO felelőssége.

## Leszerelt vagy áthelyezett távcsövek
Az obszervatórium területén korábban működő, de azóta leszerelt vagy máshová telepített távcsövek a teljesség igénye nélkül:
ESO 1,52 méteres távcső
ESO 1 méteres távcső
ESO 0,5 méteres távcső (áthelyezve: Observatorio UC, Santiago, Chile)
Svéd–ESO Szubmilliméteres Távcső (SEST), 15 méteres
Coudé Auxiliary Telescope (CAT), 1,4 méteres
Grand Prisme Objectif (GPO) távcső
Marly 1 méteres távcső
Svájci 0,7 méteres távcső (T70)
Holland 0,9 méteres távcső
Dán 0,5 méteres távcső
Marseille 0,4 méteres távcső
Bochum 0,61 méteres távcső

## Tudományos felfedezések
Az obszervatóriumban végzett megfigyelések alapján évente mintegy 300 szaklektorált publikáció születik. La Silla továbbra is jelentős mértékben hozzájárul a csillagászati kutatásokhoz. Számos tudományos felfedezés fűződik La Silla nevéhez, köztük több úttörő eredmény. Különösen sikeres a kis tömegű Naprendszeren kívüli bolygók (exobolygók) felfedezésében, főként a 3,6 méteres távcsőre szerelt HARPS spektrográfnak köszönhetően.
Az 1987-es felfedezését követően az ESO La Silla Obszervatórium fontos szerepet játszott a modern korban megfigyelt egyik legközelebbi és legfényesebb szupernóva, az SN 1987A tanulmányozásában és nyomon követésében.
február 2-án csillagászok a 2,2 méteres MPG/ESO távcsövön működő Wide Field Imager (WFI) kamerával fedezték fel az NGC 3621 spirálgalaxis szokatlanul tiszta, központi dudor nélküli korongját ("pure disk" galaxis).

## Galéria

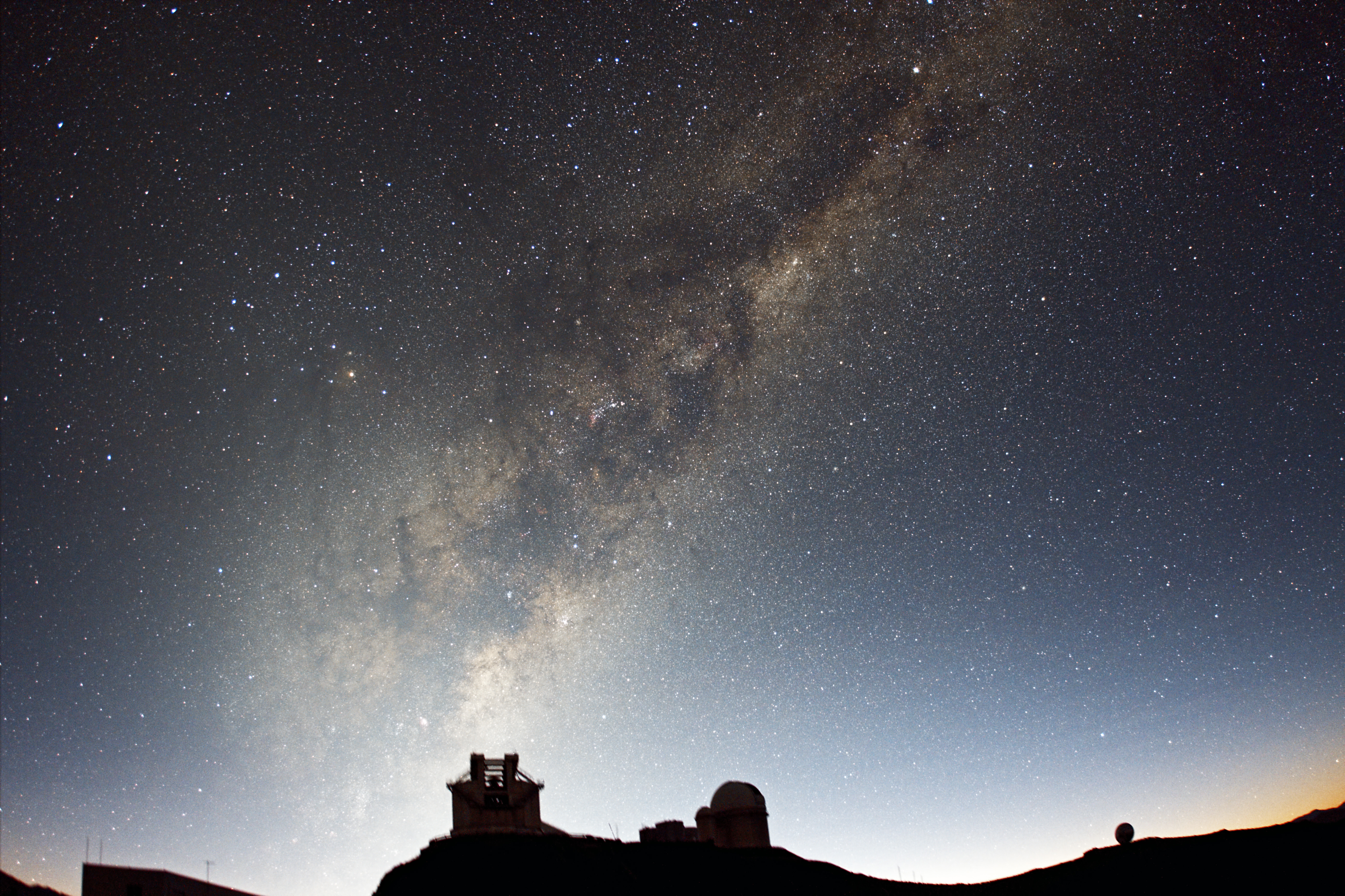
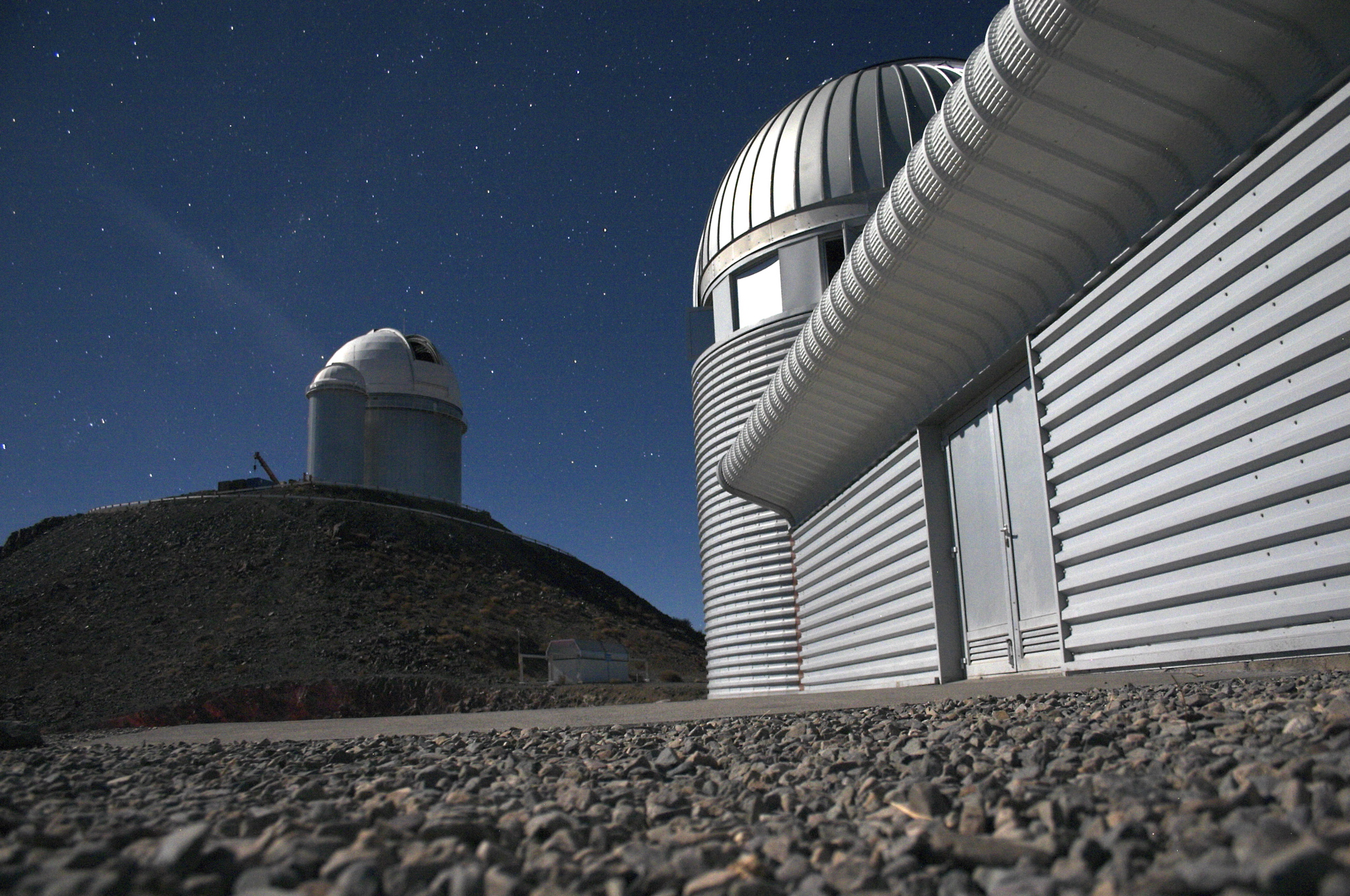
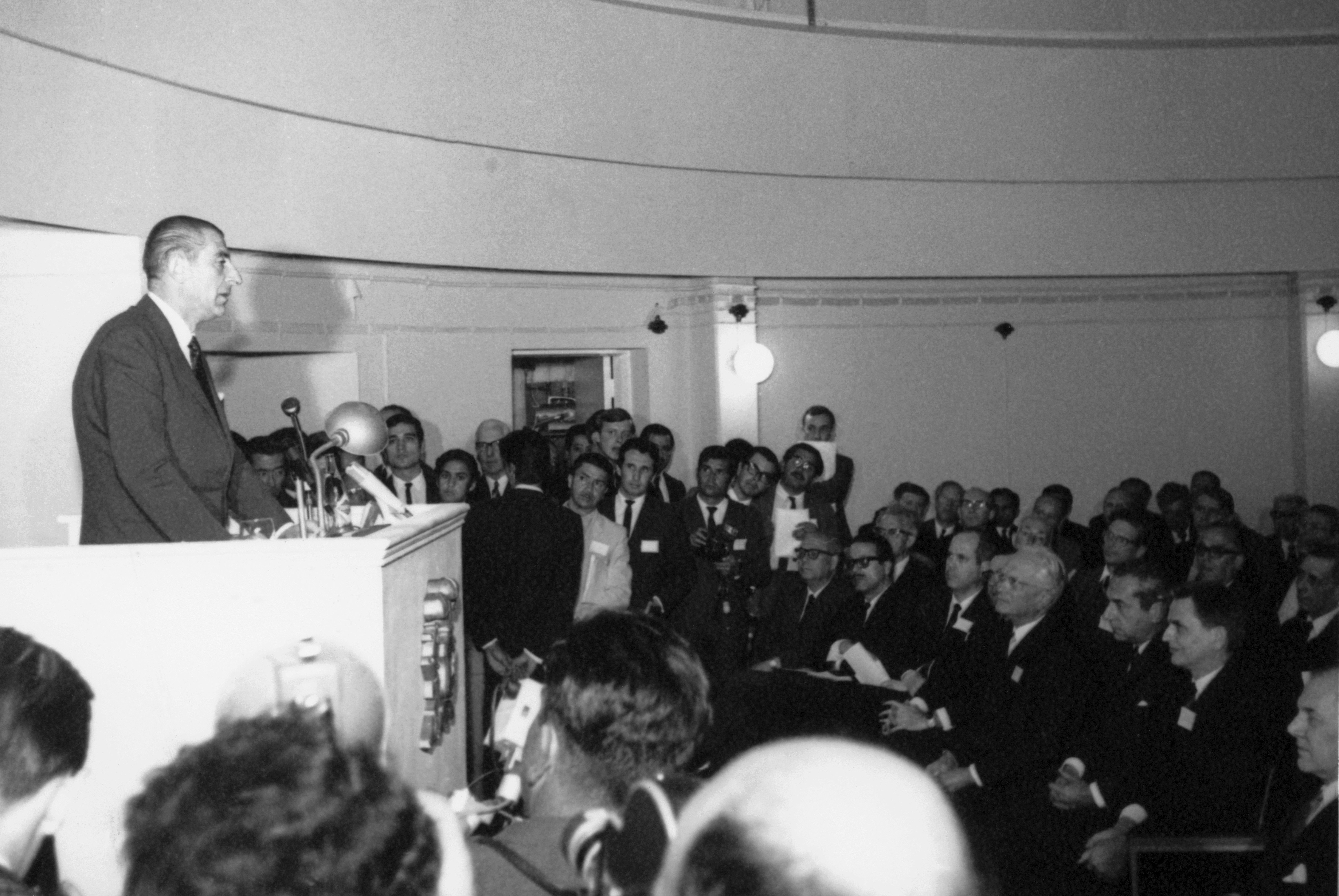
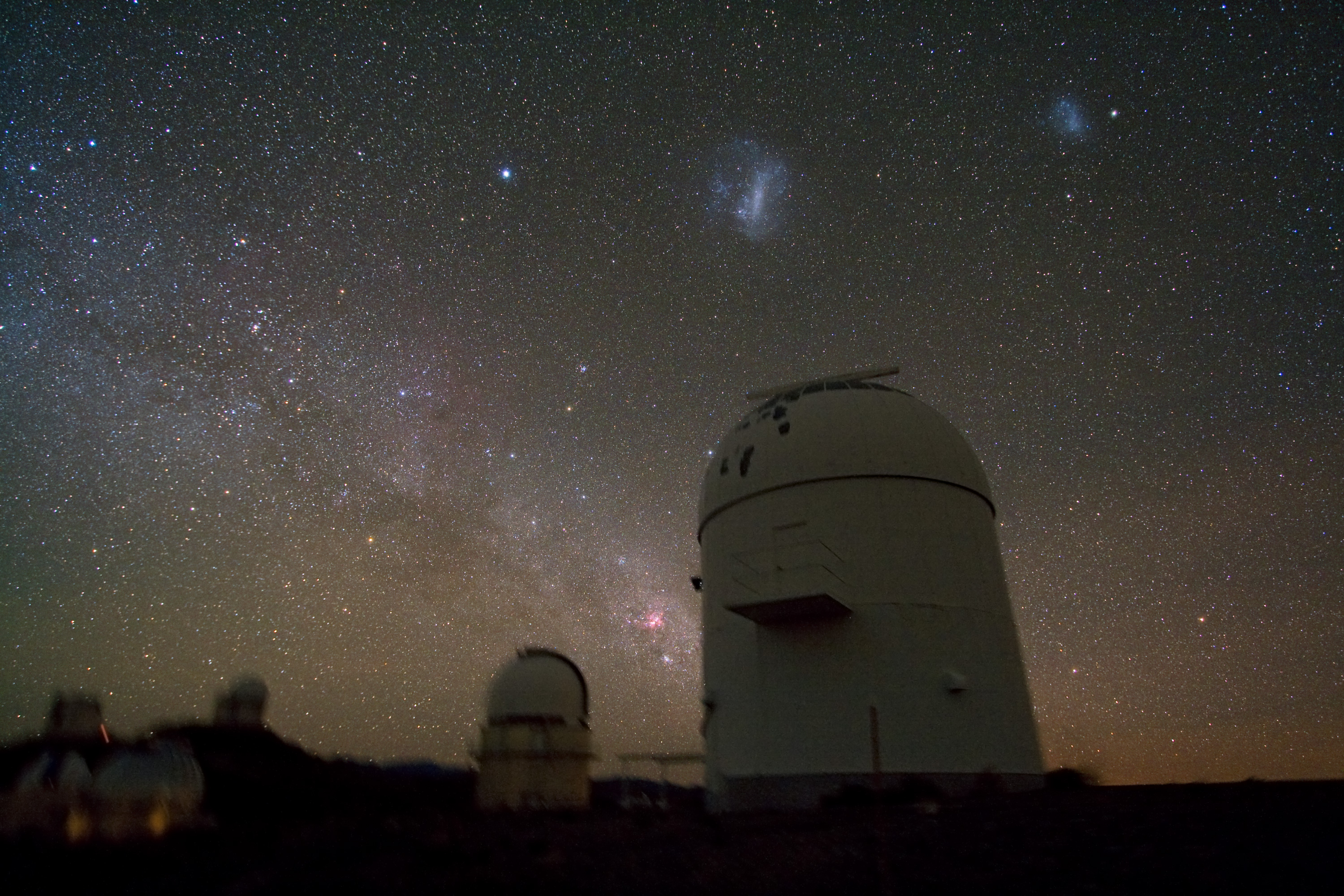
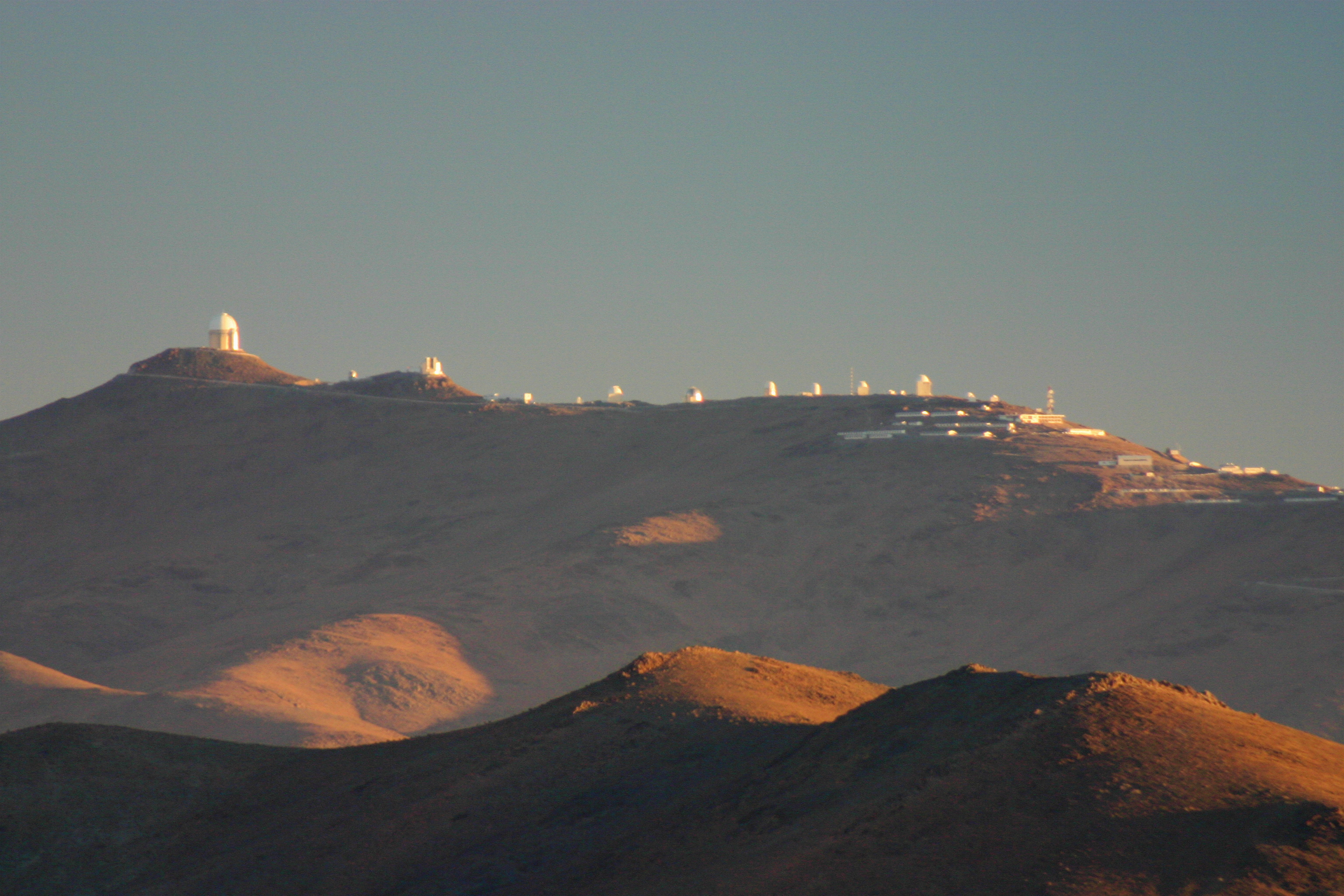
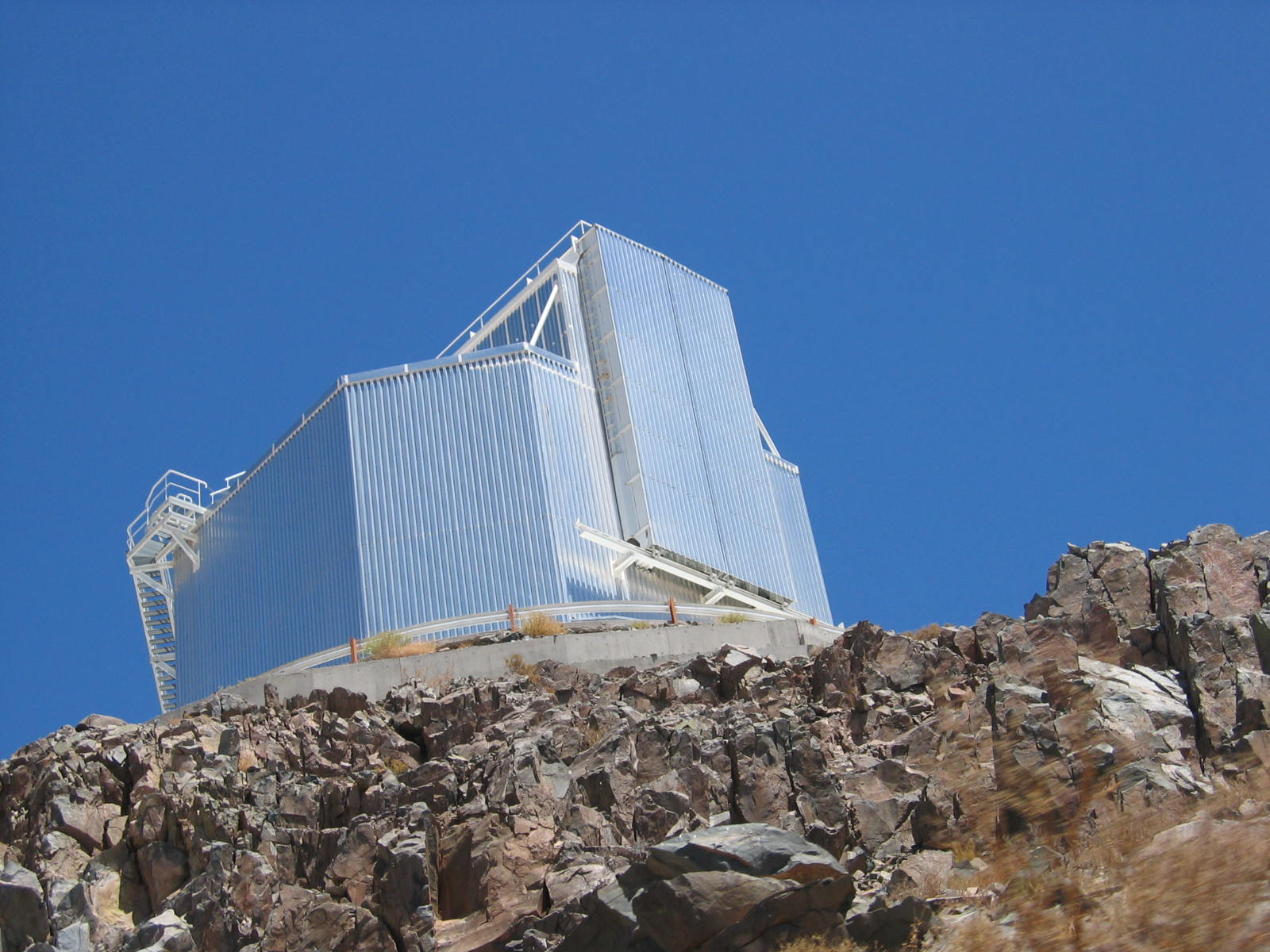
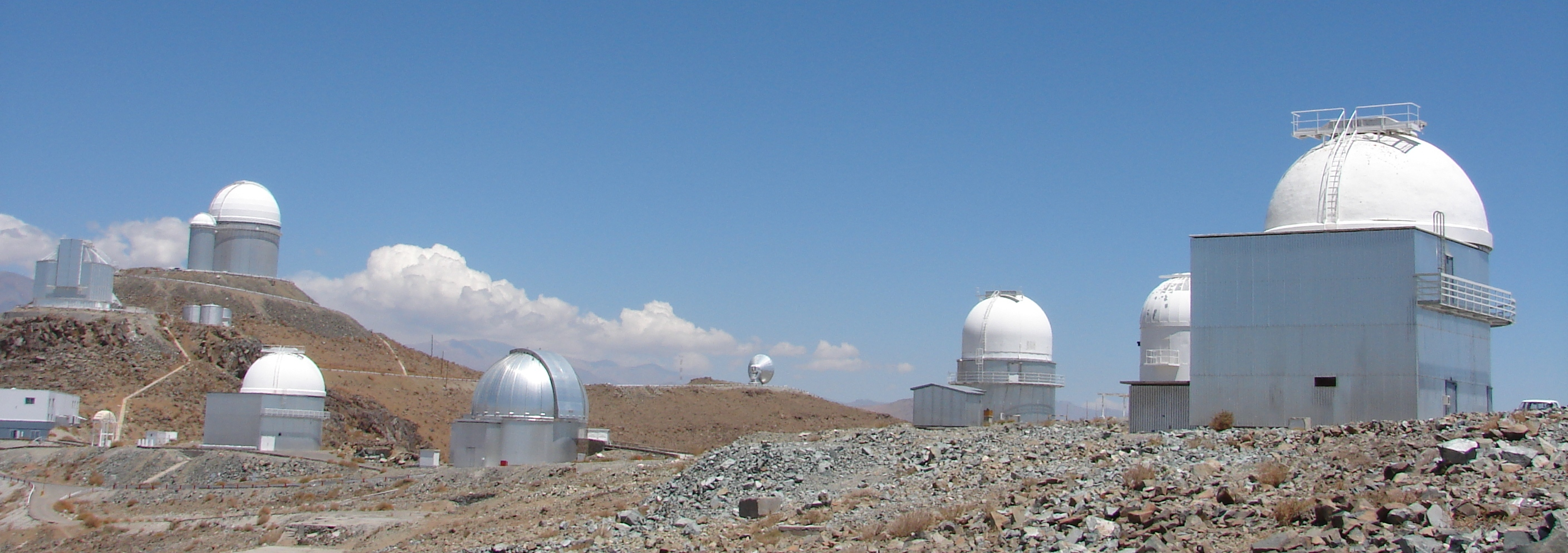
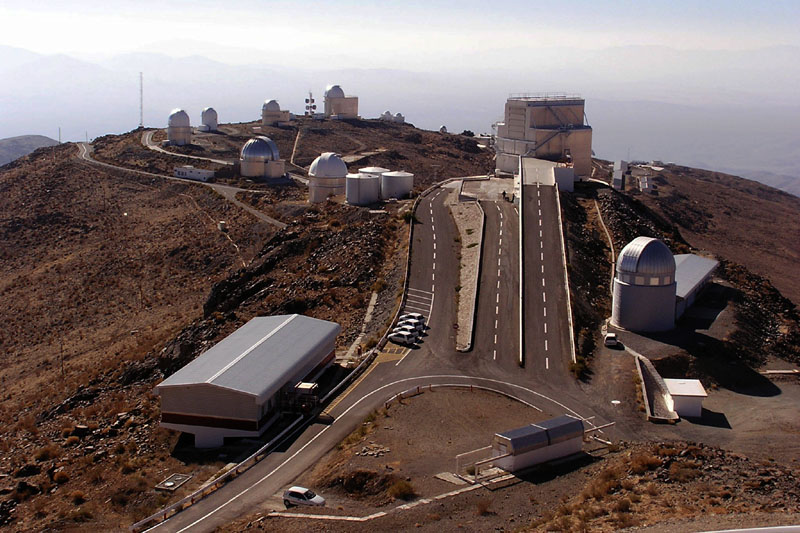
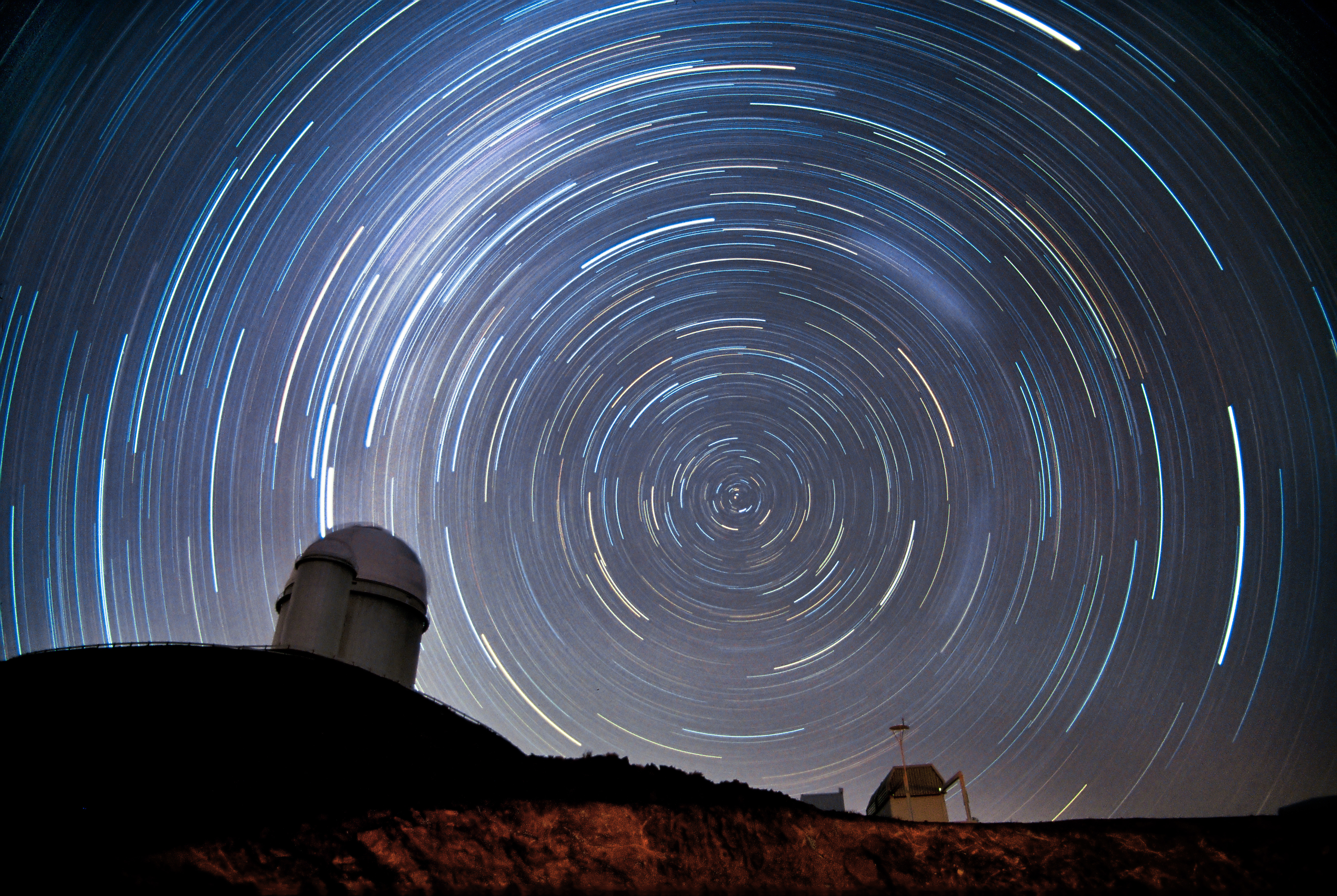